# Mikel Arregi Urrutia
Mikel Arregi Urrutia, apodado Ertxin (Cestona, 1969), es un político español de ideología independentista vasca. Fue dirigente de Herri Batasuna entre 1995 y 1997.

## Biografía
Fue militante de HASI hasta la autodisolución de esta organización en 1991. Se le consideraba una persona vinculada a KAS y muy cercana a Rufi Etxeberria.
En 1995, con 26 años de edad, fue elegido miembro de la Mesa Nacional, órgano de dirección colectivo, de Herri Batasuna (HB). En dicha mesa nacional era el responsable de coordinación por Guipúzcoa, labor que compartía con Rufi Etxeberria. Desde mayo de 1996 fue también encargado por parte de HB de aplicar la ponencia Oldartzen, aprobada en 1994, al ámbito organizativo de la coalición.
El 19 de febrero de 1997 fue detenido por la Ertzaintza en su localidad natal e ingresó en prisión, junto con el resto de componentes de la dirección de HB. El delito por el que fueron acusados fue el de colaboración con la organización terrorista ETA, después de que HB hubiera emitido un vídeo de ETA en uno de sus espacios de propaganda electoral gratuita durante la campaña electoral de las Elecciones generales de España de 1996. En diciembre de 1997 fue condenado por el Tribunal Supremo a siete años de prisión, junto con el resto de componentes de la mesa nacional de HB, por colaboración con ETA. Arregi fue encarcelado en la Prisión de Martutene (San Sebastián). Durante el tiempo que permaneció encarcelado fue protagonista de una polémica política al reclamar un subsidio de desempleo por el periodo en el que estuvo contratado por HB para desarrollar la ponencia Oldartzen. Aunque el INEM le denegó en primera instancia el subsidio, una juez le dio la razón a Arregi, lo que desató una importante polémica mediática.
Arregi permaneció en prisión hasta julio de 1999, cuando el Tribunal Constitucional aceptó el recurso de amparo presentado por la coalición y todos los miembros de la mesa nacional fueron excarcelados.
Cuando se reeligió la Mesa Nacional de Herri Batasuna en 2000, integrando miembros de la Mesa Nacional detenida en bloque en 1997 con miembros de la Mesa Nacional que le sustituyó en 1998, Arregi quedó fuera de la dirección de HB. Desde entonces ha permanecido al margen de la primera línea de la política.
Se presentó como candidato a la alcaldía de Cestona en las Elecciones municipales de España de 2007 como integrante de Zestoako Abertzale Sozialistak, candidatura de la izquierda abertzale local integrada en la plataforma de Abertzale Sozialisten Batasuna; pero esta candidatura, así como numerosas análogas de otros municipios vascos, fue ilegalizada de acuerdo con la Ley de Partidos.

### Causas judiciales pendientes
En 2002 el juez Baltasar Garzón de la Audiencia Nacional inició el Sumario 35/02 en el que suspendía las actividades de Batasuna, organización política heredera de Herri Batasuna, por haber contribuido a la financiación de ETA a través de las denominadas herriko tabernas. Este proceso fue paralelo al de la ilegalización de Batasuna a través de la Ley de Partidos. En 2005 cerca de 40 dirigentes y ex-dirigentes de la izquierda abertzale fueron procesados por diversos delitos de integración o colaboración con banda armada. Según el auto estos habrían llevado a cabo "una actividad complementaria de apoyo, soporte y cobertura a las estrategias y fines de la organización terrorista, sin las que no hubiera sido posible la subsistencia de ésta". En dicho sumario, Arregi, en su condición de exdirigente de Herri Batasuna, era imputado por delito de integración en banda armada. La fiscalía solicitó 10 años de cárcel para Arregi por ello.